# The King and Queen of America
The King and Queen of America – singel brytyjskiego duetu Eurythmics, wydany w 1990 roku.

## Ogólne informacje
Singel ten był trzecim wydanym z albumu We Too Are One. Nie ukazał się on jednak w USA. Piosenka osiągnęła umiarkowany sukces: w Wielkiej Brytanii dotarła do miejsca 29. Na stronie B umieszczono piosenkę „See No Evil”.

## Teledysk
Teledysk do tego utworu (reż. Will Smax) wywołał kontrowersje w Stanach Zjednoczonych. Niektórzy uważali, że Eurythmics kpią z Amerykanów, gdyż w klipie sparodiowane zostały amerykańskie gwiazdy, przywódcy i ideały (m.in. ówczesny prezydent Ronald Reagan oraz aktor Roy Rogers). Mimo tego klip był często emitowany w MTV.

## Pozycje na listach przebojów
| Kraj            | Pozycja |
| --------------- | ------- |
| Wielka Brytania | 29      |
| Irlandia        | 23      |
| Niemcy          | 51      |
| Holandia        | 38      |
| Australia       | 76      |